# 포스하이메탈
포스하이메탈은 페로망간을 생산하는 대한민국의 기업이다. 2009년에 포스코와 동부메탈이 공동으로 합작하여 설립된 회사이다. 대한민국 전라남도 광양시 금호동에 본사를 두고 있다. 회사의 시초는 2009년 4월로 양사간의 MOU체결에서 비롯되었으며 7월, 양 사간 합작투자계약 체결을 거쳐 9월에 비로소 주식회사 포스하이메탈 법인이 창립되었다.

## 역사
"에스프레소 1샷에는 7g의 원두를,
조강 1톤에는 20kg의 합금철을.."
2009년 9월1일에 설립된 주식회사 포스하이메탈(대표이사 김선기)은 포스코의 미래 신소재 사업추진의 일환으로 고순도 FeMn 합금철을 생산해내는 전문기업의 사명을 띄고 탄생하였다. 세계적인 철강기업 POSCO와 최고 수준의 기술력을 보유한 동부메탈이 합작하여 만들어진 만큼, 포스코와 동부메탈의 문화를 접목시켜 시너지를 극대화하고 이를 포스하이메탈의 독창적인 문화로 승화시켜 세계 최고의 회사로 성장해 나갈 것입니다. 라는 대표이사의 말처럼 포스하이메탈은 경쟁력 세계1위의 고순도 FeMn 전문기업을 목표로 하고 있다.
또한 친환경 최신 설비 도입으로 업계의 큰 관심을 불러모은 포스하이메탈은 광양만권 대기환경 규제 및 주변 5개 시군의 산업 Cluster외 환경적 특성을 고려하여 설립단계부터 환경오염 배출 Zero화와 저탄소 녹색성장을 실천하고 있다. 뚜렷한 목적과 최적화된 설비를 바탕으로 생산품 전량을 포스코에 납품하고 있는 포스하이메탈의 고 망간강은 철을 더 강하고 부드럽게 만드는 철강의 조미료와 같은 역할을 한다.
특히 불순물이 거의 없는 고품질의 망간 합금철인 고순도 페로망간은 망간 사용비중이 높은 자동차 또는 후판용 고망간강 생산 시 사용된다. 오늘보다 내일을, 우리보다 모두를 위한 고순도 FeMn 전문기업이라는 슬로건처럼, 포스하이메탈은 고급강 생산을 통해 경쟁력을 확보하고, 나아가 양질의 철강제품을 보다 안정적으로 제공하여 우리나라의 조선산업과 자동차 산업 발전에도 일정부분 공헌하는 사랑 받는 기업이 되고자 노력하고 있다.

## 주요 연혁

### 2009년
- 04월09일 MOU체결 (포스코-동부메탈)
- 07월01일 합작투자계약체결 (포스코-동부메탈)
- 09월01일 주식회사 포스하이메탈 법인창립

### 2010년
- 04월09일 착공
- 04월29일 비전 선포식
- 06월29일 한마음 소통협의회 발대식
- 09월27일 BHP.B사 망간광석 본계약 체결
- 11월05일 ERAMET사 망간광석 본계약 체결
- 12월24일 Assmang사 망간광석 본계약 체결

### 2011년
- 05월01일 망간광석 초도입하
- 05월20일 비전센터 준공/입주
- 09월30일 준공

### 2012년
- 03월19일 김명래 신임 상무이사 취임
- 04월19일 고순도 페로망간(ULPC) 초도 출하

### 2013년
- 08월20일 유문현 신임 사장 취임
- 08월30일 New Challenge 2015 선포식

### 2014년
- 03월17일 박영규 신임 COO 취임
- 06월13일 포스코형 고순도 FeMn 초도 출하

### 2015년
- 01월29일 Project Kick-Off
- 02월25일 QSS+ Kick-Off
- 03월17일 서중치 신임 CFO 취임

### 2016년
- 3월 1일 포스코와 합병

## 조직구성도
파일:Himetal1.JPG

## Vision
| 미션                                           | 친환경, 고순도 FeMn 공급으로 고객의 가치증대 |
| 비전                                           | "경쟁력 세계 1위의 고순도 FeMn 전문 기업"    |
| 전략 방향                                      |                                              |
| FeMn 제조기술 상업화                           |                                              |
| 고객맞춤형 공급체계 구축                       |                                              |
| 혁신역량 강화로 글로벌 경쟁력 확보             |                                              |
| 목표 수준                                      |                                              |
| *고순도 FeMn 공장 성공적 건설                  |                                              |
| *POSCO형 고순도 FeMn                           |                                              |
| *초고순도 FeMn 제조기술 개발 완료              |                                              |
| *혁신활동을 통한 제조기술 개발 완료            |                                              |
| *매출액 5,000억원 Best People, Best Plant 구현 |                                              |
| *매출액 2,500억원                              |                                              |
| *조기 정상조업도 달성                          |                                              |
|                                                |                                              |

## 제품 정보
포스하이메탈이 생산하는 제품은 크게 일반 제품, refine 제품과 고순도 페로망간 제품 세가지로 구분된다.
일반제품의 경우 일반 탄소강의 판재류 제조시 이용되는 망간성분의 첨가를 위해 사용되는 High Carbon(HC) Fe-Mn 제품과 형강이나 철근 등을 생산할 때 실리콘 및 망간성분의 첨가를 위해 사용되는 Si-Mn 제품으로 나뉜다.
Refine 제품의 경우 일반제품에 비해 C 함량이 낮아 탄소함량 관리에 유리한 제품으로 Medium Carbon(MC) Fe-Mn강과 탄소함량이 0.5wt% 이하의 Low Carbon(LC) Fe-Mn, LC Si-Mn으로 나뉜다. MC Fe-Mn 과 LC Fe-Mn 제품의 경우 자동차용 고급 판재를 제조할 때 주로 사용되고, LC Si-Mn 제품의 경우 스테인레스 판재 생산공정에 주로 사용된다.
마지막으로 고순도 페로망간 Fe-Mn 제품의 경우 불순성분이 거의 없는 가장 고품질의 망간합급철로 망간 사용비중이 높은 TWIP과 같은 고망간강이나 TRIP assisted 강, API강과 TMCP 강 등에 이용된다.
| 제품명  | 용도 및 특징 |
| HC FeMn | 탈산, 탈황제로 사용 일반 탄소강의 판재류 제조시 이용 불순물인 산소, 황 등의 제거와 망간성분의 첨가를 위해 사용됨                                                                      |
| SiMn    | 탈산, 탈황제로 사용 형강이나 철근 등을 생산할 때 사용 불순물인 산소와 황의 제거와 실리콘 및 망간 성분의 첨가를 위해 사용됨                                                            |
| MC FeMn | 탈산, Mn 첨가용으로 사용됨 자동차용 고급 판재를 생산할 때 사용 불순물인 황의 제거와 망간 성분의 첨가를 위해 사용되며 HC FeMn 에 비해 C 함량이 낮아 탄소함량 관리에 유리               |
| LC FeMn | 탈산, Mn 첨가용으로 사용됨 자동차용 고급 판재를 제조할 때 주로 사용 강의 특성 향상 및 용접봉 피복재료로도 사용됨 탄소함량이 0.5wt% 이하로 매우 낮은 제품                              |
| LC SiMn | STS 제조시 환원제 및 성분 첨가제 스테인레스 판재 생산공정에 주로 사용 불순물인 산소와 황의 제거와 실리콘 및 망간성분의 첨가를 위해 사용됨                                             |
| FeMn    | 불순성분이 거의 없는 가장 고품질의 망간 합금철로 망간 사용비중이 높은 고망간강 생산할 때 사용 제강시 탈산, Mn 첨가용으로 사용 불순물인 산소, 황의 제거와 망간 성분의 첨가를 위해 사용 |

## 환경 경영

### 포스하이메탈 환경경영 방침
포스하이메탈은 환경을 경영전략의 핵심요소로 인식하고 기술 개발과 열린 소통을 기반으로 환경건전성을 확보하여 저탄소 녹색성장을 선도하기 위해 다음 사항을 실천한다.
- ISO 14001을 기반으로 환경경영 체계를 구축하여 글로벌 리더쉽을 확보한다.
- 환경 법규를 준수하고 전 과정을 고려하여 환경을 지속적으로 개선한다.
- 청정 생산공정 도입과 최적방지기술 적용으로 오염 물질 배출을 최소화한다.
- 천연자원, 부산물 등을 효율적으로 활용하여 자원 순환형 사회를 구축하고 생태효율성을 향상한다.
- 청정에너지 사용과 녹색기술 적용으로 온실가스 배출을 줄여 저탄소 녹색성장을 선도한다.
- 환경경영의 성과를 공개하여 경영의 투명성을 확보하고 지속가능성을 지향한다.

방침의 실천을 위해 목표, 세부목표 및 프로그램을 수립, 실행하여 환경 운영체제를 지속적으로 개선한다.

### 최신예 환경기술을 적용한 친환경 공장
Clean 공장 건설을 통한 쾌적한 환경조성 및 무사고 실현
최신예 환경설비를 적용한 건설추진
- eBf, Cone Bag등 신기술을 반영한 집진시설 건설
- 탈황시설을 적용하여 광양만 환경개선에 기여

공사시 환경법규 엄격준수 및 체계적인 관리로 민원 Zero화
- 환경관리 법규 정리 및 교육시행(협력업체, 공사업체 포함)
- 민원처리 관련 프로세스 정립으로 신속한 초기대응체제 구축

부산물 Recycling 기술개발 기반구축
- 발생 부산물 처리기준 및 현황 점검(타사 및 포스코)
- 부산물별 처리현황 파악 및 재활용 방안 도출

공사기간 중 안전사고 Zero화
- 안전감시활동 강화 및 교육시행
- 안전사고 관련 사례전파

### 원가 절감 및 신기술을 통해서 고로 Mill 대비 CO2 배출원단위 경쟁우위 확보
신기술 채용 및 녹색 생활화로 CO2 저감
Engineering 최적화 및 신기술 채용으로 CO2 저감
- Green Zone 수목 활성 및 공원화 추진
- 에너지 고효율 사양 설비 적용, 채택(Invertor, 고효율Motor, LED Lamp, 태앵열발전, 지붕 White Painting 등)
- CO2 Absorber 채택, 검토

```
- 2013년 적용시 전기로 폐가스 내 CO2제거 및 정련로 조업에 재활용
- 약 60%저감 효과 (Coke CO2 배출량: 기존 142,554Ton, 적용후 57,022Ton)
```

연,원료 원가 절감 Process 적용 및 조업, 설비기술 정립
- CO2 저감 추진 위원회 구성 및 실행력 강화(교육, 홍보, 계획, 실적 총괄 관리)
- 합금철 조업의 고로 대비 전기로 조업시 CO2 발생량 비교 분석
- 연,원료 사용 합리화를 통한 원가절감
- 지속적인 에너지 절감 과제 발굴: 진단, 투자
- 폐기물 감소 및 원료 회수율 개선방안 개발

일상생활에서의 녹색 실천
- CO2 사용 및 절감량 표시 전광판 활용
- 출, 퇴근 시 자전거 타기 시행
- 승용차 함께 타기(카풀제) 운동 시행
- 개인컵 사용 및 손수건 가지고 다니기
- 절전 및 절수 생활화

## 계열사
철강
- 포스코강판
- 포스코P&S
- 포스코AST
- 포스코TMC
- 포스코NST

E&C
- 포스코건설
- 포스코플랜텍
- 포스코A&C
- 포스코엔지니어링

에너지
- 포스코에너지
- 포스파워
- 포스코이앤이

ICT
- 포스코 ICT

철강지원
- 포스코켐텍
- 포스코터미날
- 포스화인
- 포스코엠텍
- SNNC
- PNR

기타
- 포스코대우
- 포스메이트
- 엔투비
- 포스코경영연구소
- 포스코기술투자
- 포레카
- 부산이앤이
- 포스코휴먼스
- 포스에코하우징
- 포스플레이트
- 송도에스이
- 순천에코트랜스
- 포스웰

### 스포츠 계열
- 포항 스틸러스
- 전남 드래곤즈
- 포스코건설 럭비단